# Möhlin
Möhlin är en ort och kommun i distriktet Rheinfelden i kantonen Aargau i Schweiz. Kommunen har 11 349 invånare (2023).
Orten ligger strax öster om Rheinfelden. Möhlin består av ortsdelarna Obermöhlin, Untermöhlin och Riburg.
En majoritet (90,3 %) av invånarna är tyskspråkiga (2014). En italienskspråkig minoritet på 3,1 % lever i kommunen. 33,0 % är katoliker, 22,3 % är reformert kristna och 44,8 % tillhör en annan trosinriktning eller saknar en religiös tillhörighet (2014).